# Dadgi, Bhalki
Dadgi là một làng thuộc tehsil Bhalki, huyện Bidar, bang Karnataka, Ấn Độ.